# قوانین داخلی اداره شهری (ایالت پنسیلوانیا)
قوانین داخلی اداره شهری در ایالت پنسیلوانیا برای شرکت‌هایی که تحت پروانه‌ها و مجوزهای انحصاری این ایالت شکل می‌گیرند رسمیت دارد و متعاقب آن، شرکت‌ها ملزم به رعایت قوانین داخلی و قوانین برنامه‌ای انتخابی ویژه‌ای می‌شوند که این قوانین توسط برگزاری همه‌پرسی عمومی به تصویب می‌رسد. «حکومت‌های ایالتی محلی در هنگام فقدان قوانین داخلی، تنها قادر به انجام اعمالی هستند که توسط قوانین ایالتی پیش‌بینی شده است؛ قوانین داخلی مربوط به شهرداری تا جایی که تناقضی با قوانین ایالتی ایجاد نکنند، در هر نقطه از قلمرو قابل اجرا هستند.» هرچند که در نام رسمی اکثر این دسته از قوانین، عباراتی نظیر «مربوط به شهرستان» یا «مربوط به بخش» خاصی آمده است، در شهرستان‌ها و بخش‌های ایالت پنسیلوانیا توجهی به این گونه محدودیت‌ها نمی‌شود. هر سه نوع قوانین داخلی مربوط به شهرها، شهرستان‌ها و بخش‌ها به طور کلی قوانین داخلی مربوط به شهرداری برشمرده می‌شوند و تفاوت بارزی در اعمال آن‌ها در نواحی مختلف وجود ندارد.

## تاریخچه قوانین داخلی در ایالت پنسیلوانیا
هنگامی که مجوز نام‌گذاری ایالت پنسیلوانیا به عنوان یک ایالت مستقل در سال ۱۶۸۱ صادر شد، حکمرانی این ایالت به ویلیام پن رسید و او شهرها، شهرستان‌ها، شهرداری‌ها و قوای مقننه مربوط به آن‌ها را بنا نهاد. «تخطی از قوانین مصوب مجلس قانون‌گذاری و مداخله و ایجاد تعارض در قوانین داخلی در قرن نوزدهم باعث به وجود آمدن منع‌های قانونی ویژه‌ای در قانون اساسی ایالات متحده در سطح کلان در سال ۱۸۷۴ شد.» در اوایل قرن بیستم، طرح قوانین داخلی مربوط به شهرداری‌ها در کل ایالت‌های آمریکا شایع شد و در سال ۱۹۲۲، قانون اساسی ایالت پنسیلوانیا مورد بازبینی قرار گرفت و در آن امکان تصویب قوانین خاصی با توجه به شرایط خاص هر شهر، شهرستان و بخش داده و این طرح به قوانین داخلی مربوط به شهرداری مشهور شد. در سال ۱۹۵۱، فیلادلفیا بدل به نخستین شهر در ایالت پنسیلوانیا شد که از این طرح استفاده کرد. استفاده از شرایط قانون‌گذاری به این شیوه تا سال ۱۹۵۷ گسترش یافت و ازدیاد قوانین مصوب به این شکل باعث شد که به طور صریح در قانون اساسی توضیحی در مورد این گونه قوانین درج شود: «شهرداری‌ها می‌بایست حق و قدرت تشکیل و تصویب قوانین داخلی و مجوزهای مربوط را داشته باشند.» مجوزهای صادر شده بر اساس قوانین داخلی جدید و قوانین برنامه‌ای ویژه باعث ایجاد حق قوانین مدون سرمایه‌های عمومی شد که در سال ۱۹۷۲ به تصویب رسید.

## دسترسی به قوانین و اجازه‌نامه‌ها
مجوزهای منطبق بر قوانین داخلی با توجه به هر استان، در چارچوب نشریه‌ای به نام «کد پنسیلوانیا» به چاپ می‌رسد.